# 60s 70s 80s
〈60s 70s 80s〉는 일본의 가수 아무로 나미에가 발표한 34번째 싱글이다.
2000년 이후 7년 만에 오리콘 주간 앨범 차트 1위에 복귀한 정규 8집 《PLAY》 발매 이후 그녀는 6개월이 넘는 기간 동안 일본 전역을 돌며 65번의 라이브 공연을 개최했다. 라이브 투어가 끝나갈 즈음, 인터넷을 통해 그녀가 세계 유명 스타일리스트 패트리샤 필드와 헤어디자이너 올랜도 피타가 참여하는 프리미엄 비달 사순의 "Fashion × Music × VS" 캠페인에서 음악 부분을 맡는다는 사실이 알려졌다. 1960년대, 1970년대, 1980년대를 콘셉트로 하여 아무로 나미에가 직접 출연한 3개의 광고 영상이 만들어졌는데, 싱글 〈60s 70s 80s〉은 이 광고 영상에 사용된 3곡을 모아 싱글로 발매한 것이다.
각각의 곡들은 연대에 맞게 1960년대 곡, 1970년대 곡, 1980년대 곡을 리메이크하여 만들어졌다. 첫 번째 트랙 〈NEW LOOK〉은 슈프림스의 1964년 발표곡 〈Baby Love〉를 리메이크했고, 두 번째 트랙 〈ROCK STEADY〉는 어리사 프랭클린의 1971년 발표곡 〈Rock Steady〉를, 세 번째 트랙 〈WHAT A FEELING〉은 아이린 카라의 1983년 발표곡 〈Flashdance... What a Feeling〉을 리메이크했다.
이 싱글은 아무로 나미에의 그간 싱글들과 마찬가지로 CD반과 CD+DVD반으로 나뉘어 발매되었고, 자켓 사진은 CD반은 하양색의 아무로 나미에를, CD+DVD반은 검은색의 아무로 나미에를 그리고 있다. 대한민국에도 라이선스 발매되었다.

## 트랙 리스트
CD
1. NEW LOOK
  - 원곡 : 슈프림스 - 〈Baby Love〉
  - 작사·작곡 : T.Kura & michico / 편곡 : T.Kura
  - "Fashion × Music × VS" 1960년대 편 CM 송
2. ROCK STEADY
  - 원곡 : 어리사 프랭클린 - 〈Rock Steady〉
  - 작사·작곡 : MURO & michico / 편곡 : MURO
  - "Fashion × Music × VS" 1970년대 편 CM 송
3. WHAT A FEELING
  - 원곡 : 아이린 카라 - 〈Flashdance... What a Feeling〉
  - 작사·작곡 : Shinichi Osawa & michico / 편곡 : Shinichi Osawa
  - "Fashion × Music × VS" 1980년대 편 CM 송
4. NEW LOOK (Instrumental)
5. ROCK STEADY (Instrumental)
6. WHAT A FEELING (Instrumental)

DVD
1. NEW LOOK (Video Clip)
2. ROCK STEADY (Video Clip)
3. WHAT A FEELING (Video Clip)

## 음반 순위 기록
〈60s 70s 80s〉는 아무로 나미에의 전성기 이후라고 일컬어지는 2000년 이후 발매된 싱글들 중 특히 높은 판매량을 기록하고 있다. 발매 첫 주에 114,719장을 판매해 2000년에 발매한 그녀의 싱글 〈NEVER END〉 이후 최고의 첫 주 판매량을 기록했지만 순위는 함께 발매된 간자니∞의 싱글에 밀려 2위를 기록했다. 하지만 둘째 주에는 대형 가수들의 싱글 발매가 없었던 데다 안정적인 판매량 하락폭을 기록하며 주간 순위 1위를 기록했다. 그녀의 싱글이 오리콘 주간 차트 1위를 차지한 것은 1998년 발매된 〈I HAVE NEVER SEEN〉이 1위를 차지한 이후 9년여 만의 일이다.
오리콘 싱글 차트
| 차트                  | 최고 순위 | 총 판매량 | 차트 진입 횟수 |
| --------------------- | --------- | --------- | -------------- |
| 오리콘 일간 싱글 차트 | 1위       |           |                |
| 오리콘 주간 싱글 차트 | 1위       | 293,097장 | 21회           |
| 오리콘 연간 싱글 차트 | 18위      |           |                |